# Episodi di The Bear (seconda stagione)
La seconda stagione della serie televisiva The Bear, composta da dieci episodi, è stata trasmessa sulla piattaforma di streaming Hulu negli Stati Uniti, con l'uscita di tutti gli episodi il 22 giugno 2023.
In Italia, la stagione è andata in onda in prima visione in lingua italiana su Disney+ dal 16 agosto 2023.

Logo della serie televisiva

| n. | Titolo originale | Titolo italiano | Pubblicazione USA | Pubblicazione Italia |
| -- | ---------------- | --------------- | ----------------- | -------------------- |
| 1  | Beef             | The Beef        | 22 giugno 2023    | 16 agosto 2023       |
| 2  | Pasta            | Pasta           | 22 giugno 2023    | 16 agosto 2023       |
| 3  | Sundae           | Sundae          | 22 giugno 2023    | 16 agosto 2023       |
| 4  | Honeydew         | Melata          | 22 giugno 2023    | 16 agosto 2023       |
| 5  | Pop              | Pop             | 22 giugno 2023    | 16 agosto 2023       |
| 6  | Fishes           | Pesci           | 22 giugno 2023    | 16 agosto 2023       |
| 7  | Forks            | Forchette       | 22 giugno 2023    | 16 agosto 2023       |
| 8  | Bolognese        | Bolognese       | 22 giugno 2023    | 16 agosto 2023       |
| 9  | Omelette         | Omelette        | 22 giugno 2023    | 16 agosto 2023       |
| 10 | The Bear         | The Bear        | 22 giugno 2023    | 16 agosto 2023       |

## The Beef
- Titolo originale: Beef
- Diretto da: Christopher Storer
- Scritto da: Christopher Storer

### Trama
Carmy e Sydney iniziano a creare il menu per il nuovo ristorante e offrono a Natalie il ruolo di project manager per i lavori di rinnovamento. Avendo bisogno di più soldi, chiedono un ulteriore prestito di 500,000$ a Cicero, che accetta a condizione che il debito sia ripagato entro 18 mesi. Se questa scadenza non dovesse essere rispettata, la proprietà del locale, il cui valore è stimato per 2 milioni di dollari, passerà a lui. Con Carmy divenuto capocucina e Sydney capocuoca, resta scoperta la posizione di sous-chef, che Sydney offre a Tina, la quale accetta emozionata. Carmy, Sydney e Natalie pianificano tutti i passaggi necessari in vista dell'inaugurazione del ristorante e si pongono l'obiettivo di riaprire dopo soli tre mesi.
- Guest star: Oliver Platt (Cicero), Matty Matheson (Neil Fak), Edwin Lee Gibson (Ebra), Corey Hendrix (Gary Woods), Jose M. Cervantes (Angel), Richard Esteras (Manny), Chris Witaske (Pete).

## Pasta
- Titolo originale: Pasta
- Diretto da: Christopher Storer
- Scritto da: Joanna Calo

### Trama
Mentre i membri della brigata portano avanti i lavori tra battibecchi e cooperazione, viene scoperto un problema di muffa che provoca alcuni rallentamenti. Sydney manda Tina ed Ebra a scuola di cucina per raffinare l'esperienza dei membri dello staff. Sydney esce poi a cena con il padre, il quale esprime le sue preoccupazioni in merito alla carriera della figlia e alla sua decisione di aprire un ristorante. Nel frattempo, Carmy incontra Claire, un'amica d'infanzia che si sta specializzando in medicina d'emergenza, a cui dà intenzionalmente un numero di telefono sbagliato quando lei glielo chiede.
- Guest star: Matty Matheson (Neil Fak), Edwin Lee Gibson (Ebra), Corey Hendrix (Gary Woods), José Cervantes (Angel), Richard Esteras (Manny), Robert Townsend (Emmanuel Adamu), Molly Gordon (Claire).

## Sundae
- Titolo originale: Sundae
- Diretto da: Joanna Calo
- Scritto da: Karen Joseph Adcock e Catherine Schetina

### Trama
Carmy continua a frequentare gli incontri di Alcolisti Anonimi, dove parla della sua difficoltà nel trovare tempo per svago e divertimento. Lui e Sydney continuano a lavorare assiduamente al nuovo menu, ma si rendono conto di avere bisogno di uscire dalla loro routine e assaggiare piatti di altri ristoranti. Claire ottiene il vero numero di Carmy attraverso Fak e chiede a Carmy di aiutarla a spostare delle cose di sua madre. L'uomo dà quindi buca a Sydney che, infastidita, decide comunque di girare per ristoranti da sola. Durante questa sua ricerca di ispirazione, la ragazza riceve da alcuni colleghi il consiglio di trovare un socio d'affari di cui si possa fidare. Sydney ritorna al The Bear e rimane stupita e arrabbiata nello scoprire che Carmy ha preso importanti decisioni senza consultarla.
- Guest star: Matty Matheson (Neil Fak), Edwin Lee Gibson (Ebra), José Cervantes (Angel), Richard Esteras (Manny), Molly Gordon (Claire), CG (Nayia).

## Melata
- Titolo originale: Honeydew
- Diretto da: Ramy Youssef
- Scritto da: Stacy Osei-Kuffour

### Trama
Due mesi prima della riapertura, Natalie rivela a Carmy di essere incinta. Richie e Fak continuano a dirigere i lavori di costruzione, mentre Sydney inizia a intervistare nuovi potenziali dipendenti. Nel frattempo, Marcus viene incaricato di ideare tre dolci originali per il The Bear. Nonostante la madre malata terminale, si dirige a Copenaghen dove ha l'opportunità di imparare da Luca, un abile pasticcere, con il quale sviluppa presto una profonda connessione. Luca racconta un episodio della sua vita in cui si è ricreduto sul suo talento dopo aver lavorato con uno chef molto più abile di lui e come, da quel momento, sia riuscito a trovare un equilibrio tra il perfezionare il suo lavoro e la vita al di fuori della cucina. Marcus si sente ispirato da questa esperienza e, durante una videochiamata con Sydney, inizia a realizzare i propri sentimenti per lei.
- Guest star: Matty Matheson (Neil Fak), Corey Hendrix (Gary Woods), José Cervantes (Angel), Richard Esteras (Manny), Will Poulter (Luca), Alex Moffat (Josh), Carmen Christopher (Chester).

## Pop
- Titolo originale: Pop
- Diretto da: Joanna Calo
- Scritto da: Sofya Levitsky-Weitz

### Trama
Sydney continua a lavorare al menu con l'aiuto di Tina, che sta andando molto bene a scuola di cucina, anche se è turbata quando Ebra smette di frequentare le lezioni. Natalie riesce a convincere Cicero a velocizzare il processo di richiesta di permessi e licenze. Claire accompagna Carmy a depositare il modulo della licenza per gli alcolici e i due si avvicinano. La ragazza lo convince poi ad accompagnarla a una festa, dove Carmy realizza che Claire rappresenta lo svago e il divertimento che stava cercando. Dopo la festa, Carmy porta Claire a vedere il ristorante e qui si imbatte in una lite riguardante il tentativo di Richie di rubare la corrente dall'edificio vicino. Quando il ristorante si svuota, Carmy e Claire si baciano per la prima volta.
- Guest star: Oliver Platt (Cicero), Matty Matheson (Neil Fak), Edwin Lee Gibson (Ebra), Corey Hendrix (Gary Woods), Molly Gordon (Claire).

## Pesci
- Titolo originale: Fishes
- Diretto da: Christopher Storer
- Scritto da: Joanna Calo e Christopher Storer

### Trama
Circa cinque anni prima dell'apertura del The Bear, Carmy torna da Copenaghen per passare le feste di Natale con la famiglia e alcuni amici. Michael e Carmy ricordano a Natalie di non mostrare segni di preoccupazione davanti a Donna, la loro madre alcolista dal comportamento borderline, che si è lanciata nella preparazione del Cenone dei Sette Pesci. Pete arriva con del tonno in casseruola, attirandosi l'ira dei Berzatto perché un ottavo pesce porterebbe sfortuna e potrebbe far esplodere Donna. Richie chiede un lavoro a Cicero poiché la sua ragazza Tiffany è incinta e, davanti alla futura madre, Cicero non può che accettare. Michelle, una cugina di Carmy, nota che la famiglia disfunzionale pesa su Carmy e gli propone di andare da lei a New York per continuare la sua carriera. La cena inizia e la conversazione verte sull'origine della tradizione del cenone. Presto, Lee, il compagno di Donna, e Michael, ubriaco e che detesta Lee, iniziano a litigare e Michael gli lancia delle forchette. Natalie vede che sua madre è tesa e le chiede se sta bene; Donna esplode di rabbia e se ne va. Quando Lee fa un commento sul comportamento di Donna, Michael gli lancia un'altra forchetta in faccia e si arriva alle mani, quando all'improvviso Donna sfonda il salotto di casa con la sua macchina.
- Guest star: Oliver Platt (Cicero), Matty Matheson (Neil Fak), Ricky Staffieri (Theodore Fak), Jon Bernthal (Michael Berzatto), Jamie Lee Curtis (Donna Berzatto), Gillian Jacobs (Tiffany), John Mulaney (Stevie), Bob Odenkirk (Lee), Sarah Paulson (Michelle), Maura Kidwell (Carol), Chris Witaske (Pete).

## Forchette
- Titolo originale: Forks
- Diretto da: Christopher Storer
- Scritto da: Alex Russell

### Trama
Richie viene mandato da Carmy a fare uno stage di una settimana all'Ever, un ristorante di alta cucina. Richie all'inizio è profondamente scettico nei confronti del ristorante e infastidito di doversi alzare prima dell'alba per lucidare meticolosamente solo forchette. Dopo aver visto quanto lo staff del ristorante è attento ai propri clienti, cambia però idea, divenendo entusiasta e imparando a facilitare il servizio ai tavoli. Nel frattempo, Tiffany gli comunica di avere accettato la proposta di matrimonio del suo nuovo fidanzato. Alla fine della settimana Richie è triste all'idea di dover lasciare il ristorante e chiede di essere assunto, pensando che Carmy lo abbia mandato lì per liberarsi di lui. L'ultimo giorno incontra la proprietaria, Terry, che gli racconta della nascita del ristorante e di come sia riuscita a superare le sue difficoltà lavorative. Questa conversazione ha un profondo impatto su Richie per la sua crescita personale. Terry gli rivela anche che Carmy le ha detto di credere in Richie e nell'abilità dei suoi.
- Guest star: Matty Matheson (Neil Fak), Gillian Jacobs (Tiffany), Andrew Lopez (Garrett), Sarah Ramos (Jessica), Adam Shapiro (Capocucina dell'Ever), Rene Gube (Manager dell'Ever), Olivia Colman (Chef Terry).

## Bolognese
- Titolo originale: Bolognese
- Diretto da: Christopher Storer
- Scritto da: Rene Gube

### Trama
Dieci giorni prima della riapertura Carmy e Sydney sono preoccupati per il test antincendio, che non era stato superato in precedenza. Ebra ritorna, si riappacifica con Tina e accetta la postazione per i panini d'asporto. Richie si ripresenta con una nuova determinazione, mentre Marcus torna da Copenaghen con un nuovo e impressionante menu di dolci. Richie chiede scusa a Natalie per come l'ha trattata e i due iniziano a tenere colloqui per il personale di sala. Sydney comincia a vedere Claire come una minaccia all'attenzione che Carmy dovrebbe rivolgere al ristorante. Fak capisce che Michael aveva disabilitato il sistema antincendio nella speranza che il ristornate prendesse fuoco in modo da incassare i soldi dell'assicurazione. Fak lo aggiusta in tempo per il test, che viene superato con successo, rendendo possibile l'apertura del ristorante. Carmy, dopo aver realizzato di amare Claire, le prepara la cena.
- Guest star: Oliver Platt (Cicero), Matty Matheson (Neil Fak), Edwin Lee Gibson (Ebra), Corey Hendrix (Gary Woods), Chris Witaske (Pete), Molly Gordon (Claire), Alex Moffat (Josh).

## Omelette
- Titolo originale: Omelette
- Diretto da: Christopher Storer
- Scritto da: Joanna Calo e Christopher Storer

### Trama
Il The Bear si prepara all'apertura di prova per soli amici e parenti. Sydney si sente sotto pressione perché vuole impressionare il padre. Carmy inizia ad avere dubbi e ripensamenti e dimentica di far sostituire la maniglia della cella frigorifera. Natalie avvisa Carmy di avere invitato anche la madre, aggiungendo ulteriore ansia. Richie e Natalie vedono che il ristorante è al completo per due settimane, ma si rendono conto che per restare profittevoli devono aumentare le prenotazioni. Sydney rifiuta un invito a cena da parte di Marcus. Cicero consegna la licenza commerciale a Carmy e lo mette in guardia contro il pericolo della distrazione. Carmy chiede scusa a Sydney per la sua mancanza di concentrazione e le dà una giacca da chef personalizzata. Con la brigata preparata e il locale pronto all'inaugurazione, il The Bear apre al pubblico.
- Guest star: Oliver Platt (Cicero), Matty Matheson (Neil Fak), Ricky Staffieri (Theodore Fak), Edwin Lee Gibson (Ebra), Corey Hendrix (Gary Woods), José Cervantes (Angel), Richard Esteras (Manny), Carmen Christopher (Chester), Robert Townsend (Emmanuel Adamu), Molly Gordon (Claire), Alex Moffat (Josh).

## The Bear
- Titolo originale: The Bear
- Diretto da: Christopher Storer
- Scritto da: Kelly Galuska

### Trama
Durante la serata per amici e parenti Richie dirige il personale di sala, mentre Sydney dirige la cucina. Vari problemi iniziano ad accumularsi: il ristorante resta senza forchette, Sydney e Marcus sono costretti ad aiutarsi quando uno dei cuochi scompare, la maniglia della cella frigorifera si rompe e Carmy resta bloccato all'interno. Fuori dal locale Pete vede Donna, la quale si rifiuta però di entrare, non ritenendosi meritevole di assistere al successo dei suoi figli. Pete rivela accidentalmente la gravidanza di Natalie a Donna prima che questa se ne vada. Intrappolato nel frigorifero, Carmy sprofonda in una spirale di autocommiserazione e inveisce contro la sua relazione con Claire che lo ha distratto dalla cucina. Claire lo sente e se ne va in lacrime. Richie la vede uscire e ha un acceso litigio con Carmy attraverso la porta della cella. Carmy è devastato quando ascolta un messaggio lasciatogli nella segreteria telefonica da Claire qualche ora prima, in cui lei gli confessa il suo amore per lui. Sydney ha un attacco di panico per lo stress del servizio e corre fuori a vomitare, ma suo padre la consola dicendole di essere fiero di lei. Marcus riceve un regalo da parte di Luca a Copenaghen, ma non vede numerose chiamate perse dell'infermiera di sua madre.
- Guest star: Oliver Platt (Cicero), Matty Matheson (Neil Fak), Ricky Staffieri (Theodore Fak), Jamie Lee Curtis (Donna Berzatto), Edwin Lee Gibson (Ebra), Corey Hendrix (Gary Woods), José Cervantes (Angel), Richard Esteras (Manny), Carmen Christopher (Chester), Robert Townsend (Emmanuel Adamu), Chris Witaske (Pete), Molly Gordon (Claire), Alex Moffat (Josh), Joel McHale (Chef David).